# Зеленевский, Игнат Михайлович
Игна́тий Миха́йлович (Августи́н Станисла́вович) Зелене́вский (28 августа [9 сентября] 1875 — 1949) — потомственный дворянин, юрист, участник Первой мировой войны в чине зауряд-прапорщика. В 1918 году — адъютант Гетмана всея Украины Павла Скоропадского, полковник армии Украинской державы.

## Биография

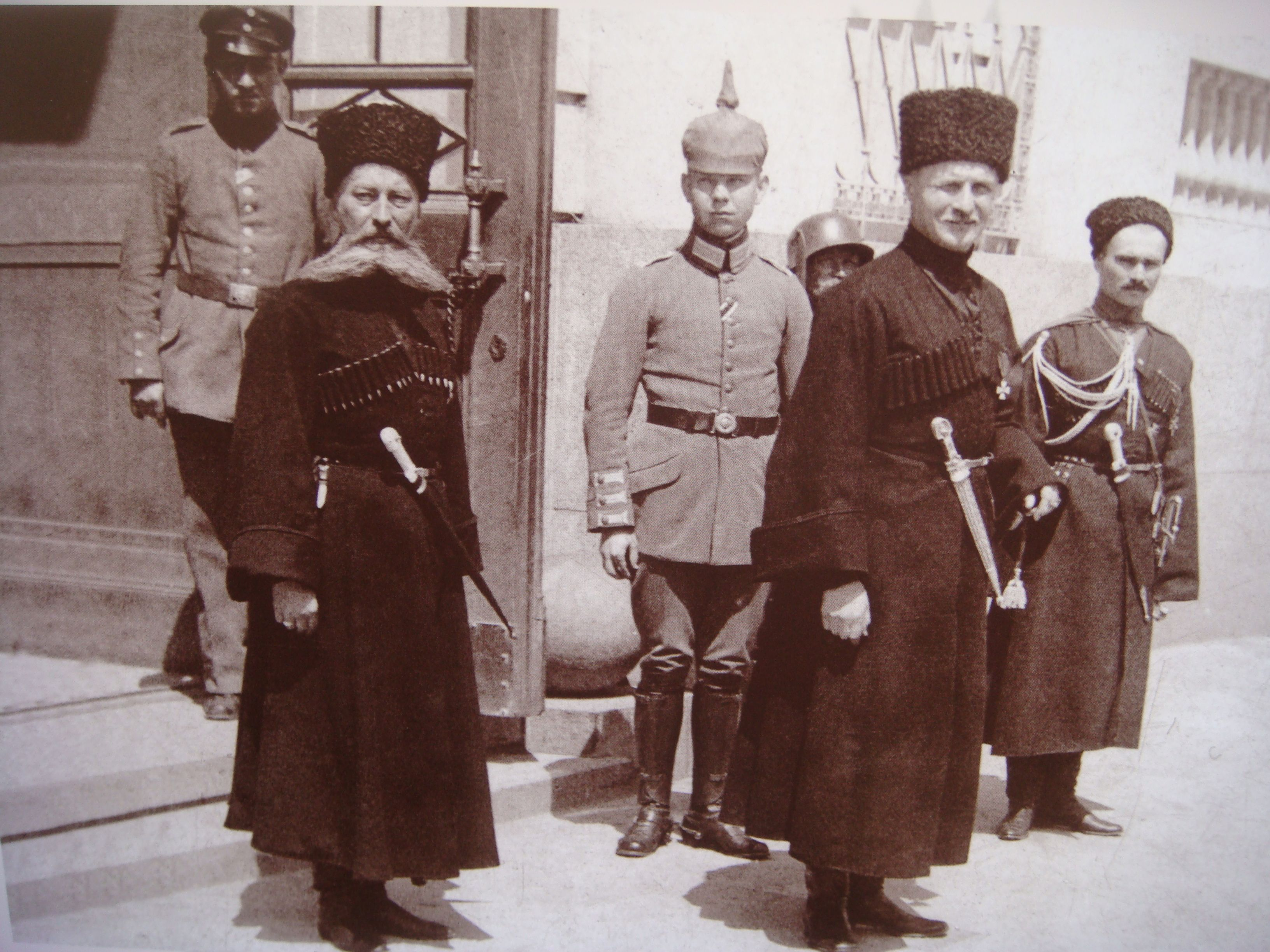
Игнатий Зеленевский (слева, на переднем плане) с Гетманом Скоропадским и Иваном Полтавцом-Остряницей (крайний справа) в Киеве, у Мариинского дворца — резиденции Гетмана (1918 год).

По происхождению — из потомственных дворян Подольской губернии, потомок старинного польского шляхетского рода, удостоенного российского дворянства. Римско-католического вероисповедания.
Окончил полный курс гимназии и юридический факультет Киевского Императорского университета Святого Владимира. Свободно владел украинским языком и несколькими европейскими языками.
Достоверные сведения о жизни и деятельности юриста Игнатия-Августина Зеленевского в 1900—1914 годах отсутствуют.

### Служба в Русской императорской армии
По окончании учёбы в университете, с целью отбытия воинской повинности, в сентябре 1898 года добровольно вступил в военную службу на правах вольноопределяющегося 1-го разряда и в октябре 1898 года был зачислен в 36-й драгунский Ахтырский полк рядовым 5-го эскадрона. Полк входил в состав 12-й кавалерийской дивизии (г. Проскуров) и дислоцировался в местечке Меджибож Подольской губернии.
После прохождения курса учебной команды полка был произведен в ефрейторы, затем, в апреле 1899 года, — в унтер-офицеры. В августе 1899 года командирован в Елисаветградское кавалерийское юнкерское училище для прохождения курса наук, однако, по собственному желанию, в декабре 1899 года был отчислен из училища и возвратился в полк. По истечении установленного срока действительной военной службы, в марте 1900 года, в унтер-офицерском звании, был уволен в запас армии.
Участник Первой мировой войны. По всеобщей мобилизации, в августе 1914 года был призван Проскуровским уездным воинским начальником на действительную военную службу и назначен на должность младшего офицера в 110-ю конную сотню Киевской местной бригады. 16 октября 1914 года приказом по бригаде Зеленевский был переименован из вольноопределяющихся унтер-офицеров 1-го разряда в зауряд-прапорщики. Во время войны 110-я конная сотня несла внутреннюю караульную службу в пределах Киевского военного округа.
В феврале 1917 года 110-я конная сотня (с 1916 года — как отдельная ополченческая) вошла в состав 34-го армейского корпуса. В апреле 1917 года, по приказанию начальника штаба корпуса, временно командующий сотней зауряд-прапорщик Зеленевский принял должность начальника комендантской конной команды. В конце апреля 1917 года, приказом командующего корпуса генерал-лейтенанта Скоропадского, Зеленевский был прикомандирован к штабу 34-го армейского корпуса, с переводом на занимаемую должность начальника комендантской конной команды 34-го армейского корпуса.
В ходе войны зауряд-прапорщик Зеленевский активного участия в боях не принимал, орденами, крестами, медалями не награждался. На 1917 год — был женат на уроженке Подольской губернии римско-католического вероисповедания, детей не имел.

### Служба в украинской армии
После октябрьской революции 1917 года Зеленевский продолжал служить на прежней своей должности при штабе 34-го армейского корпуса, переименованного (после украинизации) в 1-й Украинский корпус, который, под командованием Скоропадского, перешёл в подчинение украинской Центральной Рады.

#### Адъютант Гетмана
В марте 1918 года Скоропадский и Зеленевский вместе жили в оккупированном немцами Киеве, в номерах гостиницы «Кане», причём Зеленевский был одним из ведущих членов подпольной организации «Украинская народная громада», возглавляемой Скоропадским, и много сделал для гетманского (в апреле 1918 года) переворота, сопровождая Скоропадского на переговорах с немцами и на Съезде хлеборобов, провозгласившем Гетманат (Украинскую державу). После этого он немедленно стал адъютантом Гетмана; с изданием положения «О главной квартире Гетмана» (в августе 1918 года) получил чин и должность старшего есаула и генерального бунчужного, что примерно соответствовало царскому флигель-адъютанту: генеральный бунчужный считался доверенным лицом Гетмана, которое от имени Гетмана могло вмешиваться во все дела государственных учреждений, тогда как старшие есаулы несли дежурную службу при Гетмане. Наряду с Генеральным писарем (начальником гетманской канцелярии) Иваном Полтавцом-Остряницею и министром иностранных дел Дмитрием Дорошенко, Зеленевский считался членом «украинофильской» партии в окружении Гетмана, противостоявшей «русофилам» (включая Б. Стеллецкого), видевшим будущее Украины в составе федеративной небольшевистской России. В качестве доверенного адъютанта Зеленевский постоянно сопровождал Гетмана, в том числе во время его визита в Берлин, где во время торжественного обеда 5 сентября 1918 года сидел за столом рядом с кайзером Вильгельмом. Из рук кайзера принял знак прусского рыцарского ордена Красного орла 4-го класса, стал кавалером этого ордена.

### В эмиграции
Зеленевский, в чине полковника, продолжал находиться при Скоропадском и после его эмиграции (в декабре 1918 года) в Германию, выполнял его политические и финансовые поручения, но в конечном итоге разошёлся с ним на почве финансовых вопросов. Был одним из организаторов издательства  (укр.) «Українське слово» в Берлине.
До 1942 года жил в Берлине, в собственном особняке, поддерживая старые связи с немецкими офицерами, затем, в возрасте старше 67 лет, якобы служил в штабе оккупационных войск на Украине.

## Оценка личности
По слухам 1918 года — Зеленевский, происходивший из старинного шляхетского рода, помещик, однако быстро прокутил своё состояние и якобы за какую-то темную историю был выгнан из полка и даже находился одно время в заключении. Скитаясь по разным странам, он в совершенстве овладел несколькими европейскими языками. Скоропадский сошёлся с Зеленевским, находя его интересным человеком, который «прокутив все своё имущество, много путешествовал, говорил на всех языках», хотя и был «большим лентяем». Скоро Зеленевский стал для генерала Скоропадского незаменимым адъютантом — по выражению самого Скоропадского, он ухаживал за ним «как нянька».

По характеристике начальника штаба Гетмана всея Украины Бориса Стеллецкого: 
«Зеленевский представляет собой тот особый тип русских интеллигентов, которые в силу каких-то случайных обстоятельств получили хорошее домашнее образование, однако затем были выброшены на улицу на произвол судьбы без средств и аттестата. Этим несчастным недоучкам, особенно тем, которые были одарены природным умом, оставалось броситься в ту или иную авантюру. Из них выходили шулера, альфонсы и т. п. паразиты. Многие завершали свою карьеру в местах не столь отдаленных, но те, которые до поры до времени пристраивались под чьим-нибудь высоким покровительством, продолжали свою деятельность».
По мнению Стеллецкого, Скоропадский отлично понимал, что Зеленевский — ловкий проходимец, но большому барину Скоропадскому было приятно, что этот проходимец в его руках. Особую благосклонность Скоропадского Зеленевский заслужил тем, что зимой 1918 года по собственной инициативе пробрался в город Орел, где находилась жена будущего гетмана и уже начинался красный террор, и уговорил Александру Скоропадскую оставить город. 